# Martin Ekvad

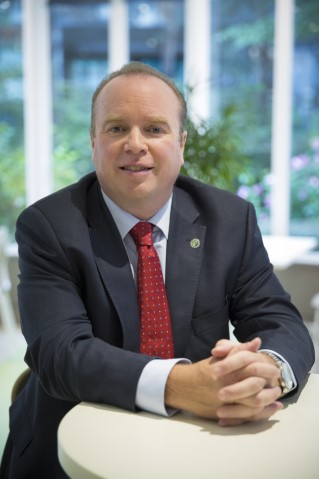
Martin Ekvad (2016)

Martin Ekvad (geb. wohl um 1965) war von 2011 bis 2021 Präsident des Gemeinschaftlichen Sortenamts (CPVO, englisch Community Plant Variety Office, französisch Office communautaire des variétés végétales, O.C.V.V.), einer Agentur der Europäischen Union mit Sitz in Angers in Frankreich.

## Werdegang
Ekvad, der einen juristischen Abschluss der Universität Lund und den akademischen Grad eines Master (LLM) des King’s College in London erworben hat, war von 1994 bis 1996 bei einem schwedischen Zivilgericht tätig. Er arbeitete von 2001 bis 2003 in der Anwaltskanzlei Linklaters in Brüssel, nachdem er von 1996 bis 2001 der Kanzlei Magnusson Wahlin Advokatbyrå in Stockholm angehört hatte. Von 2003 bis 2011 war er Leiter der Rechtsabteilung des Gemeinschaftlichen Sortenamts. 2011 wurde er als Nachfolger von Bart Kiwiet dessen Präsident. Ekvad war zugleich Vorsitzender des Verwaltungs- und Rechtsausschusses des Internationalen Verbands zum Schutz von Pflanzenzüchtungen (UPOV) in Genf.

## Veröffentlichungen
- Burden of proof in Nullity and Cancellation Proceedings before the CPVO. In: Berichten industriële eigendom. Afscheidsnummer Paul van der Kooij, März 2017, S. 7–11 (englisch, europa.eu [PDF]).
- The Functioning of the Community Plant Variety Office Board of Appeal. In: Intellectual Property and the Judiciary. November 2018 (englisch, europa.eu [PDF]).
- Aspects on Essentially Derived Varieties in the EU. In: Seed World Pro. September 2019 (englisch, european-seed.com).
- Gert Würtenberger, Paul van der Kooij, Bart Kiewiet, Martin Ekvad: European Plant Variety Protection. 2. Auflage. Oxford University Press, Oxford 2015, ISBN 978-0-19-873278-5 (englisch).